# Matioliïta
La matioliïta és un mineral de la classe dels fosfats que pertany al grup de la dufrenita. Rep el nom en honor de Paulo Anselmo Matioli (n. 1975).

## Característiques
La matioliïta és un fosfat de fórmula química NaMgAl₅(PO₄)₄(OH)₆(H₂O)₂. Va ser aprovada com a espècie vàlida per l'Associació Mineralògica Internacional l'any 2005. Cristal·litza en el sistema monoclínic. La seva duresa a l'escala de Mohs és 5. Fa una sèrie de solució sòlida amb la burangaïta, de la qual és l'anàleg de magnesi.
Segons la classificació de Nickel-Strunz, la matioliïta pertany a «08.DK - Fosfats, etc, amb cations de mida mitjana i gran, (OH, etc.):RO₄ > 1:1 i < 2:1» juntament amb els següents minerals: richelsdorfita, bariofarmacosiderita, farmacosiderita, natrofarmacosiderita, hidroniofarmacosiderita, farmacoalumita, natrofarmacoalumita, bariofarmacoalumita, burangaïta, dufrenita, natrodufrenita, gayita, kidwel·lita, bleasdaleïta, matulaïta i krasnovita.

## Formació i jaciments
Va ser descoberta a la Gentil claim, a Mendes Pimentel (Minas Gerais, Brasil). També ha estat descrita en altres indrets del Canadà, els Estats Units i Àustria.